# Fantasyfilm
Der Fantasyfilm ist ein Filmgenre, das dem phantastischen Film zugerechnet wird. Er umfasst im weitesten Sinne sämtliche Filme, deren Handlung Elemente enthält, die ausschließlich in der menschlichen Fantasie existieren und in der Realität eigentlich als solche nicht vorstellbar sind. Grundsätzlich lassen sich verschiedene Arten von Fantasyfilm unterscheiden, so wird zum Beispiel oft mit den Genres Science-Fiction und Horror kombiniert.

## Der klassische Fantasyfilm
Der klassische Fantasyfilm spielt im irdischen europäischen Mittelalter, oder in einer Welt, die von der Entwicklung her dem Mittelalter auf der Erde entspricht. Es gibt keine moderne Technik, dafür aber Magie, die als Waffe eingesetzt werden kann, oder um andere Menschen zu beherrschen und zu manipulieren. Einige Geschichten spielen zwar teilweise auf dem Planeten Erde des 20. Jahrhunderts, aber zu einem nicht unbeträchtlichen Teil auch in einer nicht technisierten Welt, die den klassischen Fantasyfilmvorgaben entspricht, und werden deswegen auch diesem Bereich zugeordnet. Meistens kommen neben der Magie auch typische Fantasy-Gestalten wie Zwerge, Elfen, Feen, Elben, Kobolde, Trolle, Orks und Drachen vor. Die Handlung ist meist nach einem simplen Gut-Böse-Schema gestrickt.
Typische Vertreter des klassischen Fantasyfilms sind:
- 1922/24: Die Nibelungen
- 1939: Der Zauberer von Oz
- 1953: Peter Pan
- 1959: Das Geheimnis der verwunschenen Höhle
- 1978: Das Geheimnis des blinden Meisters
- 1981: Time Bandits
- 1981: Der Drachentöter
- 1982: Conan der Barbar
- 1982: Der dunkle Kristall
- 1983: Krull
- 1984: Die unendliche Geschichte
- 1985: Legende
- 1985: Red Sonja
- 1986: Die Reise ins Labyrinth
- 1988: Willow
- 1996: Dragonheart
- 2000: Das zehnte Königreich
- 2000: Dungeons & Dragons
- 2002: Dinotopia
- 2001–2003: Der Herr der Ringe
- 2004: Earthsea – Die Saga von Erdsee
- 2005–2010: Die Chroniken von Narnia
- 2006: Eragon – Das Vermächtnis der Drachenreiter
- 2008: Krabat
- 2012–2014: Der Hobbit

## Der moderne Fantasyfilm
Der moderne Fantasyfilm spielt auf dem Planeten Erde im 19., 20. oder 21. Jahrhundert und zeichnet sich meist ebenfalls durch Magie und/oder Fantasy-Gestalten aus. Häufig befassen sich diese Filme mit mystischen Relikten aus der Vergangenheit, die in Vergessenheit geraten sind und dann wiederentdeckt werden. Dieser Bereich wurde vielfach durch Fernsehserien wie Buffy – Im Bann der Dämonen und Charmed – Zauberhafte Hexen geprägt.
Typische Vertreter des modernen Fantasyfilms sind:
- 1933: King Kong und die weiße Frau
- 1984: Ghostbusters – Die Geisterjäger
- 1986: Highlander – Es kann nur einen geben
- 1986: Big Trouble In Little China
- 1990: Edward mit den Scherenhänden
- 2001: Lara Croft: Tomb Raider
- 2001–2011: Harry Potter
- 2006: Pans Labyrinth
- 2013: Rubinrot
- 2014: Saphirblau
- 2016: Smaragdgrün

## Der Science-Fiction-Film
Die Abgrenzung zwischen Fantasy und Science Fiction ist nicht einfach (siehe Science Fiction). Einige Science-Fiction-Filme, in denen übernatürliche oder quasi-übernatürliche Fähigkeiten auftauchen, lassen sich auch dem Fantasy-Genre zuordnen. Häufig besteht der Unterschied nur darin, dass diese Fähigkeiten im Science-Fiction-Film mehr oder weniger wissenschaftlich erklärt werden, während der Fantasy-Film sie als übernatürlich akzeptiert. Die Erklärung braucht dabei nicht tatsächlich wissenschaftlich plausibel zu sein. Ein gutes Beispiel sind die in den X-Men-Filmen und -Comics beschriebenen Fähigkeiten zur Teleportation und lokalen Wetterkontrolle, die dort auf Genmutationen zurückgeführt werden. Die Unvollständigkeit dieser Erklärung ist offensichtlich, da sie lediglich plakativ ein wissenschaftliches Schlagwort zur Erklärung heranzieht. Im Gegensatz dazu werden bei Star Trek (das eindeutig der Science Fiction zugeordnet wird) zur Erklärung der Nova in aller Regel komplexere Argumentationen herangezogen.
Mit der Zeit entstand auch das Genre des Science-Fantasy, das beide Genres vereint.
Als Filme an der Grenze zwischen Science Fiction und Fantasy können gelten:
- 1977–2019: Star Wars
- 1978: Superman
- 1984: Der Wüstenplanet
- 2000: X-Men
- 2001: Donnie Darko
- 2009: Avatar – Aufbruch nach Pandora

## Filmfestivals und Filmpreise
Mehrere Filmfestivals sind auf Fantasyfilme spezialisiert. Zu den weltweit bedeutendsten zählen das Brussels International Fantastic Film Festival, Fantasporto und das Sitges Festival Internacional de Cinema de Catalunya.
Zu den bekanntesten Filmpreisen für das Genre gehört der Saturn Award für den besten Fantasyfilm.